# مترو مدريد

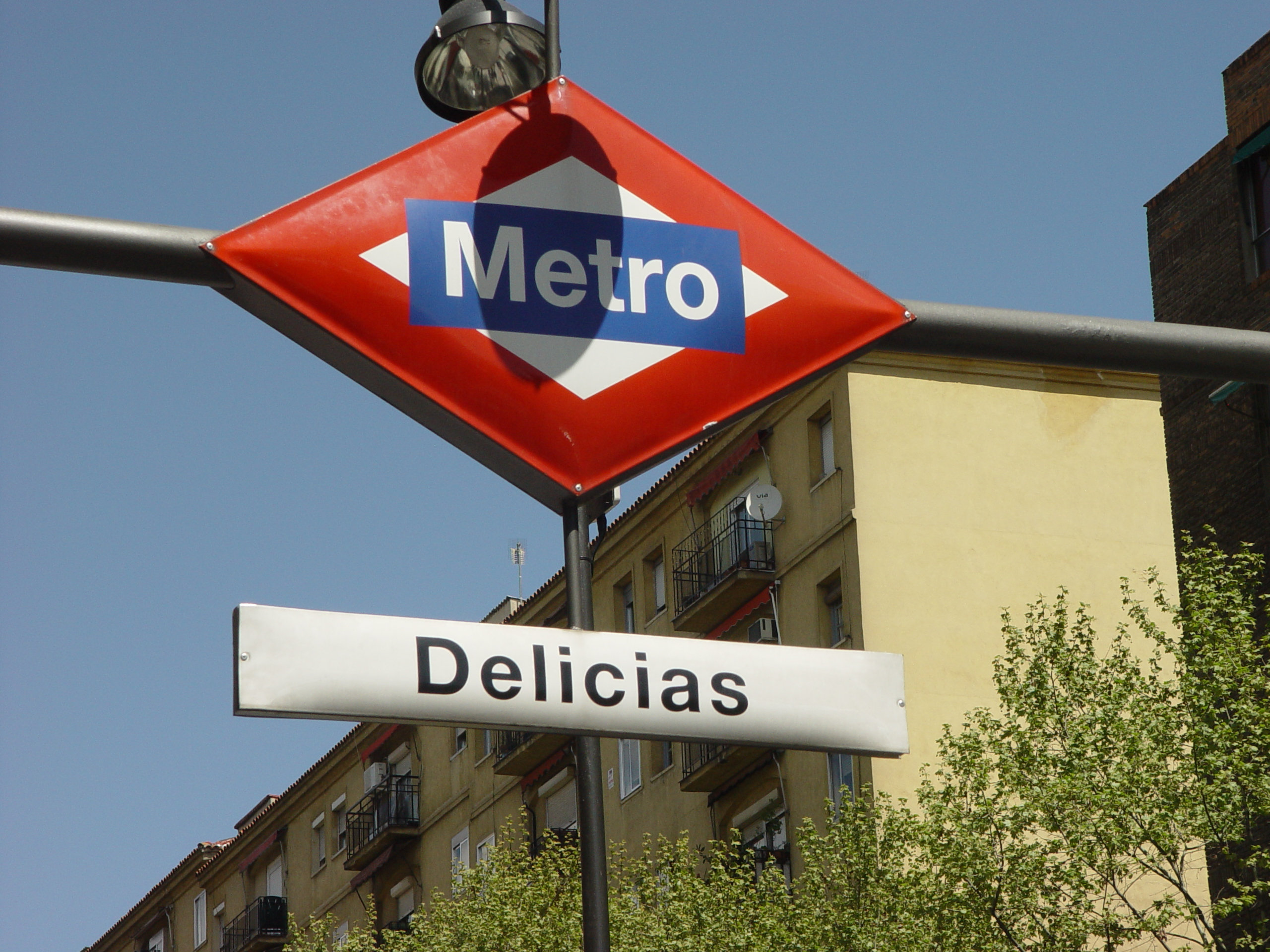
شعار مترو الأنفاق في مدريد في أحد محطاته

مترو أنفاق مدريد هو نظام مترو الانفاق الكبيرة التي انشأت في مدينة مدريد، وهو واحد من أكبر نظم مترو الانفاق في العالم، ويمتد ليغطي أغلب اجزاء المدينة خاصة بالنظر إلى ان مدريد يبلغ عدد سكانها حوالي 3,5 مليون (مدينة مدريد) إلى 6 ملايين (في المنطقة التي تضم العاصمة وضواحيها). وتعد قطاراته من بين أطول 10 قطارات كهربائية تحت الأرض في العالم، والثالثة في أوروبا بعد لندن وموسكو، على الرغم من أن مدينة مدريد تعد تقريبا في المرتبة الخامسة والعشرين بين المدن الأكثر سكانا في العالم. وهو أيضا يعد واحداً من أكثر النظم سرعة في النمو في العالم، ضمن أشياء أخرى كثيرة، الانتهاء من التوسعات في ربيع 2007 إلى زيادة طوله إلى 317 كيلومترا، مما يجعله ثالث أكبر نظام مترو انفاق في العالم بعد نظامي لندن ونيويورك.

## وصلات خارجية
- -الموقع الرسمي لمترو أنفاق مدريد